# 5996 Julioangel
Az 5996 Julioangel (ideiglenes jelöléssel 1983 NR) a Naprendszer kisbolygóövében található aszteroida. Edward L. G. Bowell fedezte fel 1983. július 11-én.